# Iniciativa Presidencial para la Construcción de la Sociedad del Buen Vivir
La Iniciativa Presidencial para la Construcción de la Sociedad del Buen Vivir, conocida como Secretaría del Buen Vivir, estuvo orientada hacia una nueva forma de convivencia para el fomento de la investigación y el desarrollo del pensamiento, que trascienda las fronteras y promueva prácticas ciudadanas responsables, ligadas al Sumak Kawsay.
El 19 de junio del 2013 por Decreto Presidencial #30 del entonces presidente Rafael Correa se crea la Iniciativa Presidencial para la Construcción de la Sociedad del Buen Vivir siendo nombrado  Freddy Ehlers como Secretario del Buen Vivir , siendo este el único que ejerció el cargo hasta su disolución de la secretaria en el  24 de mayo del 2017 por parte de Lenín Moreno.

## Funciones
- Investigación, promoción, evaluación, fomento y defensa de las prácticas para la construcción de la nueva convivencia ciudadana, basadas en el Buen Vivir o Sumak Kawsay.
- Promoción de los Derechos y del Régimen del Buen Vivir previstos en la Constitución de la República.
- Generar políticas transversales para la transformación del ser humano, sobre la base de valores y principios, promoviendo así un nuevo estilo de vida acorde al Buen Vivir o Sumak Kawsay.
- Coordinar con las diferentes instituciones del Estado, especialmente con la Secretaría Nacional de Planificación y Desarrollo, todas aquellas acciones que impulsen el nuevo modelo que está basado en el Buen vivir o Sumak Kawsay.
- Proponer políticas transversales para la transformación del ser humano, sobre la base de valores y principios, promoviendo así un nuevo estilo de vida acorde al Buen Vivir o Sumak Kawsay.
- Promover la construcción de un modo de vida ético, responsable, sostenible y consciente, trabajando conjuntamente con todas las instituciones del Estado y los diferentes actores de la sociedad, a fin de que el Buen Vivir se convierta en la práctica ciudadana para el modelo de vida a nivel estatal, nacional e internacional.
- Impulsar la cooperación técnica internacional para la ejecución de programas y proyectos de desarrollo del Buen Vivir o Sumak Kawsay.
- Promover y coordinar la gestión de un centro de desarrollo de pensamiento y opinión de participación y difusión